# Joe Watson
Joseph John "Joe" Watson, född 6 juli 1943, är en kanadensisk före detta professionell ishockeyback som tillbringade 14 säsonger i den nordamerikanska ishockeyligan National Hockey League (NHL), där han spelade för Boston Bruins, Philadelphia Flyers och Colorado Rockies. Han producerade 216 poäng (38 mål och 178 assists) samt drog på sig 447 utvisningsminuter på 835 grundspelsmatcher. Watson spelade också för Minneapolis Bruins och Oklahoma City Blazers i Central Professional Hockey League (CPHL).
Han vann Stanley Cup med Philadelphia Flyers för säsongerna 1973–1974 och 1974–1975. Hans yngre bror Jimmy Watson ingick också i mästarlagen.
Den 11 november 1978 spelade han och hans Colorado Rockies en bortamatch mot St. Louis Blues. Motspelaren Wayne Babych la in en tackling i ryggen på Watson, som orsakade att Watson flög in i sargen med höger ben före, benet bröts på 13 ställen. Watson insåg att det gick inte rädda spelarkarriären och tvingades pensionera sig. Han tvingades genomgå sex operationer under de efterföljande sex veckorna, och hans högra ben blev nästan fem centimeter kortare än vänsterbenet. Det blev ändå inte tillräckligt bra, han genomgick ytterligare tre operationer i senare skede, den sista var 2002 som gjorde att hans högra ben kunde bli lika långt som sitt vänsterben. Efter spelarkarriären arbetar han inom Philadelphia Flyers avdelning rörande företagssamarbeten och deras förening för före detta spelare.

## Statistik
| 1961–1962   | Estevan Bruins        | SJHL        | 49  | 6  | 10  | 16  | 22  | 10 | 1 | 3  | 4  | 4  |
| 1962–1963   | Estevan Bruins        | SJHL        | 53  | 5  | 24  | 29  | 74  | 11 | 2 | 10 | 12 | 14 |
| 1963–1964   | Minneapolis Bruins    | CPHL        | 71  | 0  | 20  | 20  | 55  | 5  | 0 | 0  | 0  | 2  |
| 1964–1965   | Boston Bruins         | NHL         | 4   | 0  | 1   | 1   | 0   | —  | — | —  | —  | —  |
|             | Minneapolis Bruins    | CPHL        | 65  | 3  | 23  | 26  | 38  | 5  | 0 | 1  | 1  | 2  |
| 1965–1966   | Oklahoma City Blazers | CPHL        | 69  | 8  | 24  | 32  | 58  | 9  | 1 | 3  | 4  | 6  |
| 1966–1967   | Boston Bruins         | NHL         | 69  | 2  | 13  | 15  | 38  | —  | — | —  | —  | —  |
| 1967–1968   | Philadelphia Flyers   | NHL         | 73  | 5  | 14  | 19  | 56  | 7  | 1 | 1  | 2  | 28 |
| 1968–1969   | Philadelphia Flyers   | NHL         | 60  | 2  | 8   | 10  | 14  | 4  | 0 | 0  | 0  | 0  |
| 1969–1970   | Philadelphia Flyers   | NHL         | 54  | 3  | 11  | 14  | 28  | —  | — | —  | —  | —  |
| 1970–1971   | Philadelphia Flyers   | NHL         | 57  | 3  | 7   | 10  | 50  | 1  | 0 | 0  | 0  | 0  |
| 1971–1972   | Philadelphia Flyers   | NHL         | 65  | 3  | 7   | 10  | 38  | —  | — | —  | —  | —  |
| 1972–1973   | Philadelphia Flyers   | NHL         | 63  | 2  | 24  | 26  | 46  | 11 | 0 | 2  | 2  | 12 |
| 1973–1974   | Philadelphia Flyers   | NHL         | 74  | 1  | 17  | 18  | 34  | 17 | 1 | 4  | 5  | 24 |
| 1974–1975   | Philadelphia Flyers   | NHL         | 80  | 6  | 17  | 23  | 42  | 17 | 0 | 4  | 4  | 6  |
| 1975–1976   | Philadelphia Flyers   | NHL         | 78  | 2  | 22  | 24  | 28  | 16 | 1 | 1  | 2  | 10 |
| 1976–1977   | Philadelphia Flyers   | NHL         | 77  | 4  | 26  | 30  | 39  | 10 | 0 | 0  | 0  | 2  |
| 1977–1978   | Philadelphia Flyers   | NHL         | 65  | 5  | 9   | 14  | 22  | 1  | 0 | 0  | 0  | 0  |
| 1978–1979   | Colorado Rockies      | NHL         | 16  | 0  | 2   | 2   | 12  | —  | — | —  | —  | —  |
| NHL totalt  | NHL totalt            | NHL totalt  | 835 | 38 | 178 | 216 | 447 | 84 | 3 | 12 | 15 | 82 |
| CPHL totalt | CPHL totalt           | CPHL totalt | 205 | 11 | 67  | 78  | 151 | 19 | 1 | 4  | 5  | 10 |